# گمینا وسخووا
گمینا وسخووا (به لهستانی:  Gmina Wschowa) یک گمینا در لهستان است که در شهرستان وسخووا واقع شده‌است. گمینا وسخووا ۱۹۸٫۳ کیلومتر مربع مساحت و ۲۱٬۶۹۸ نفر جمعیت دارد.